# Zabytki w Chwalimierzu (województwo dolnośląskie)

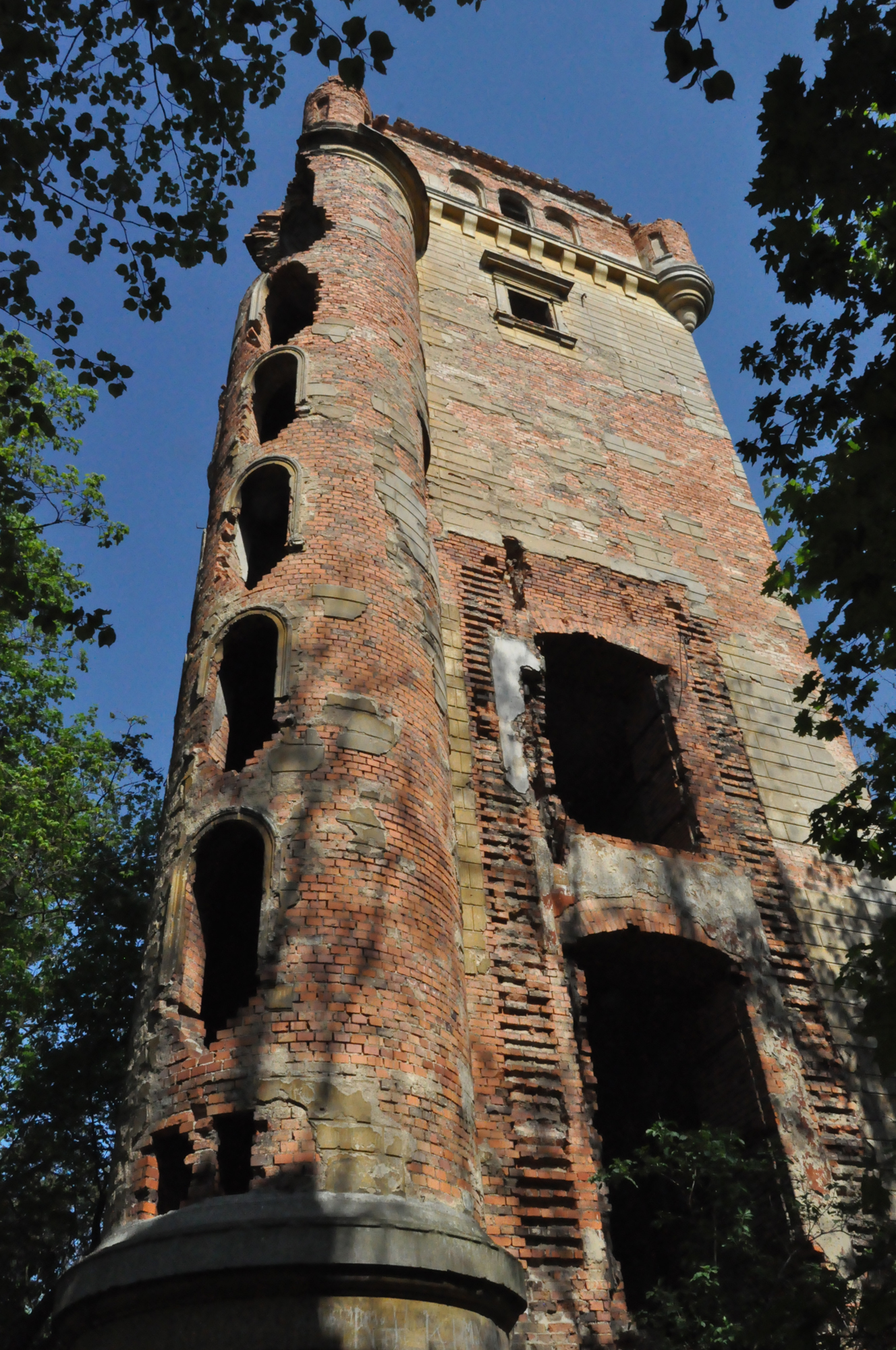
Ruiny pałacu - wieża

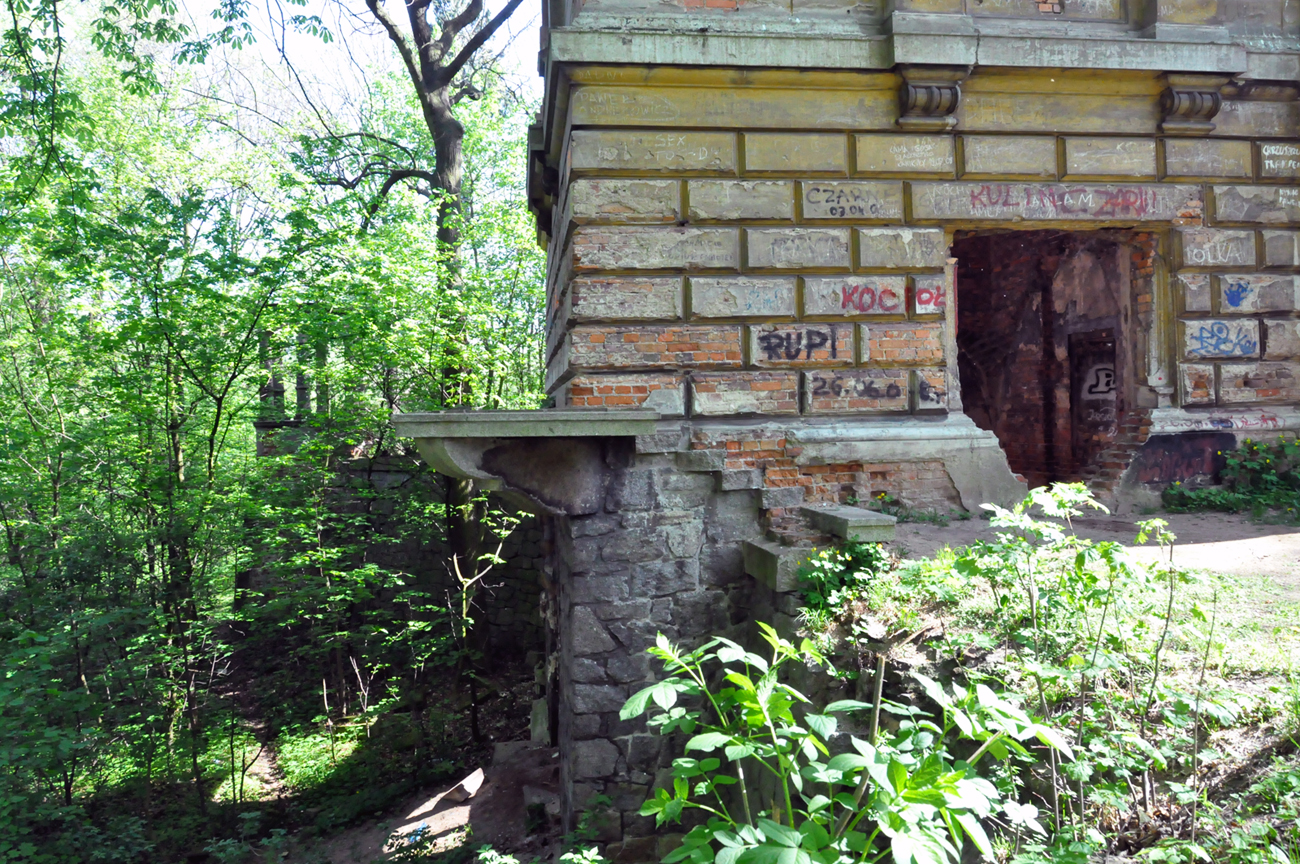
Ruiny pałacu - taras

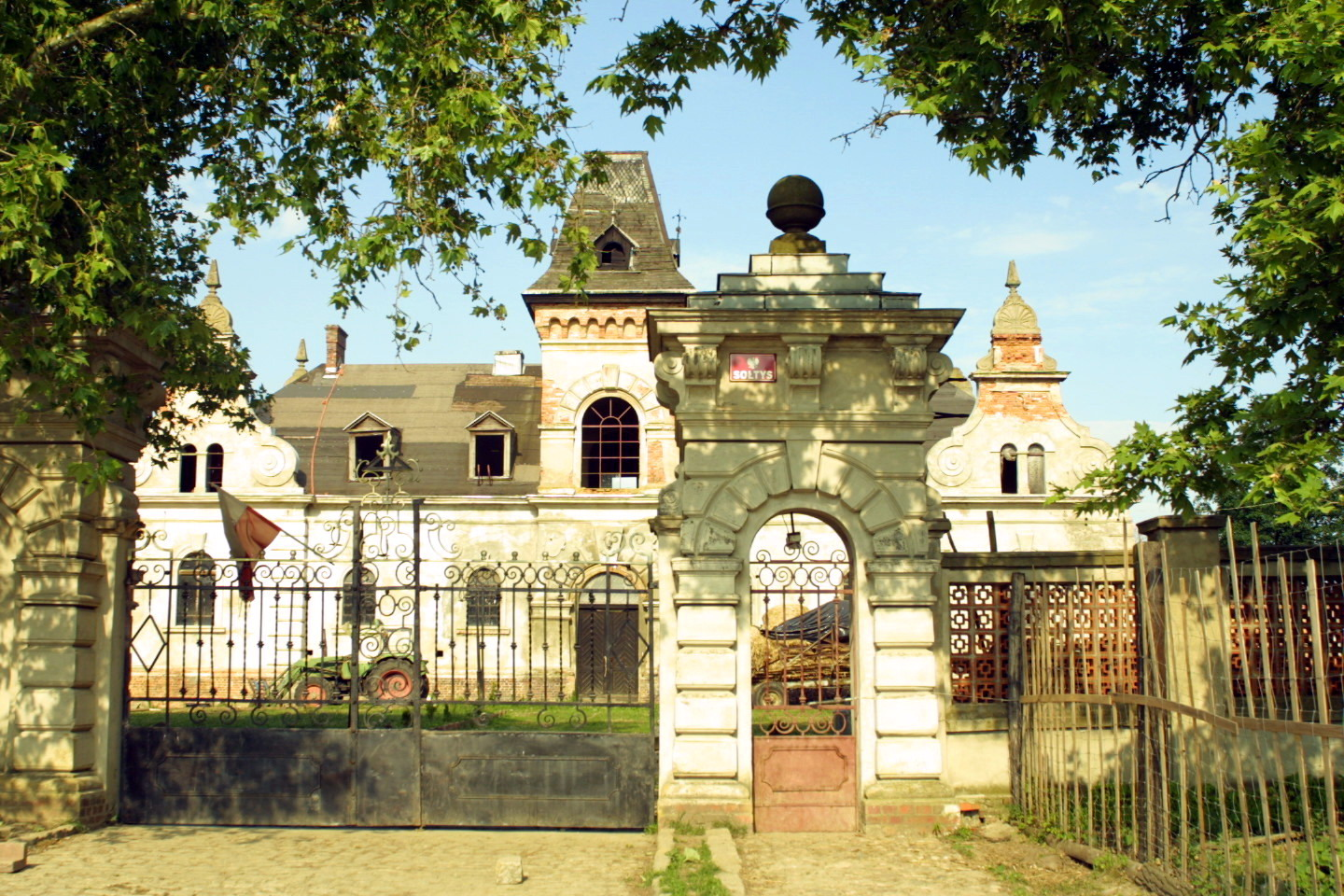
Zespół folwarczny - stajnia

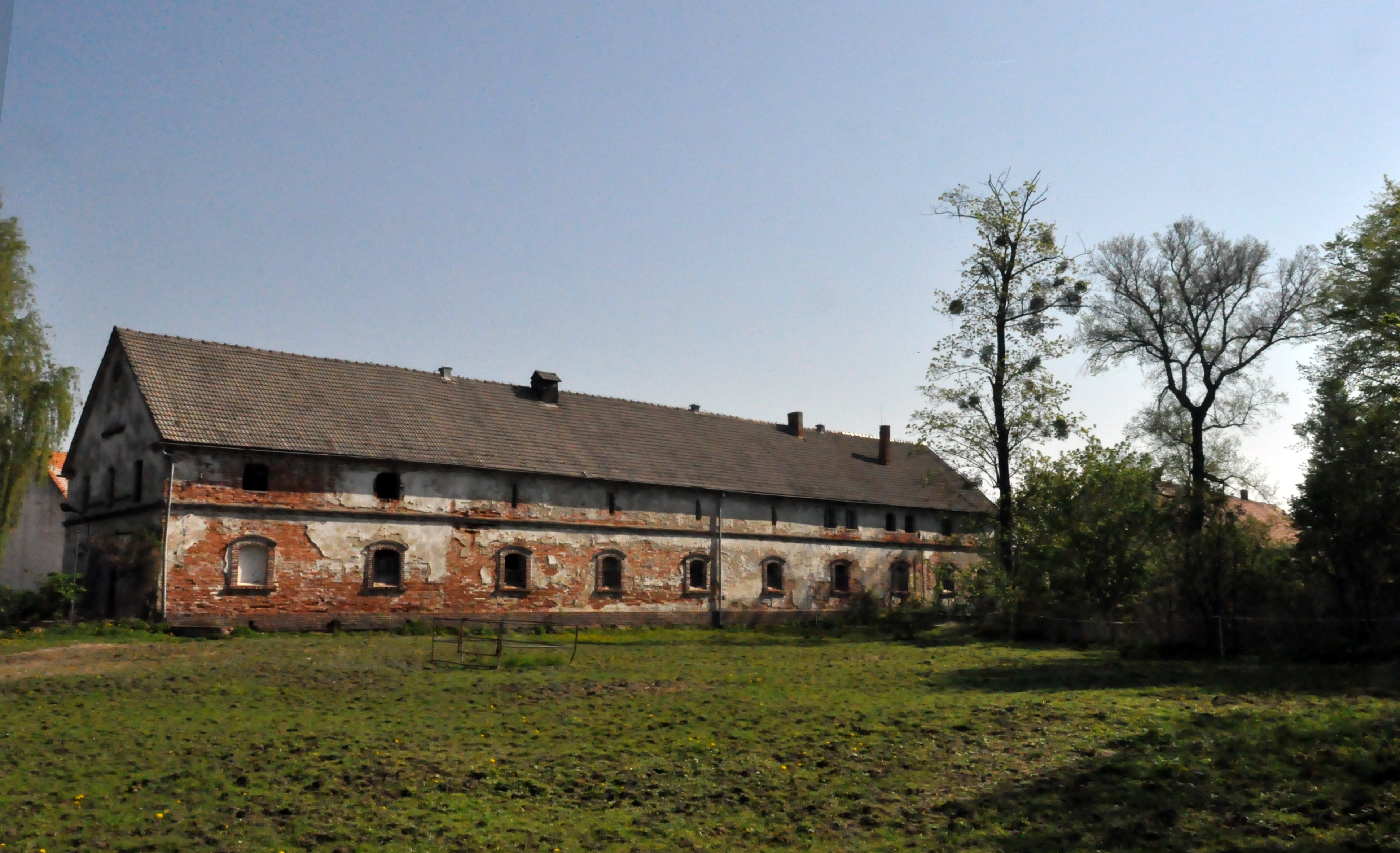
Zespół folwarczny - budynek gospodarczy

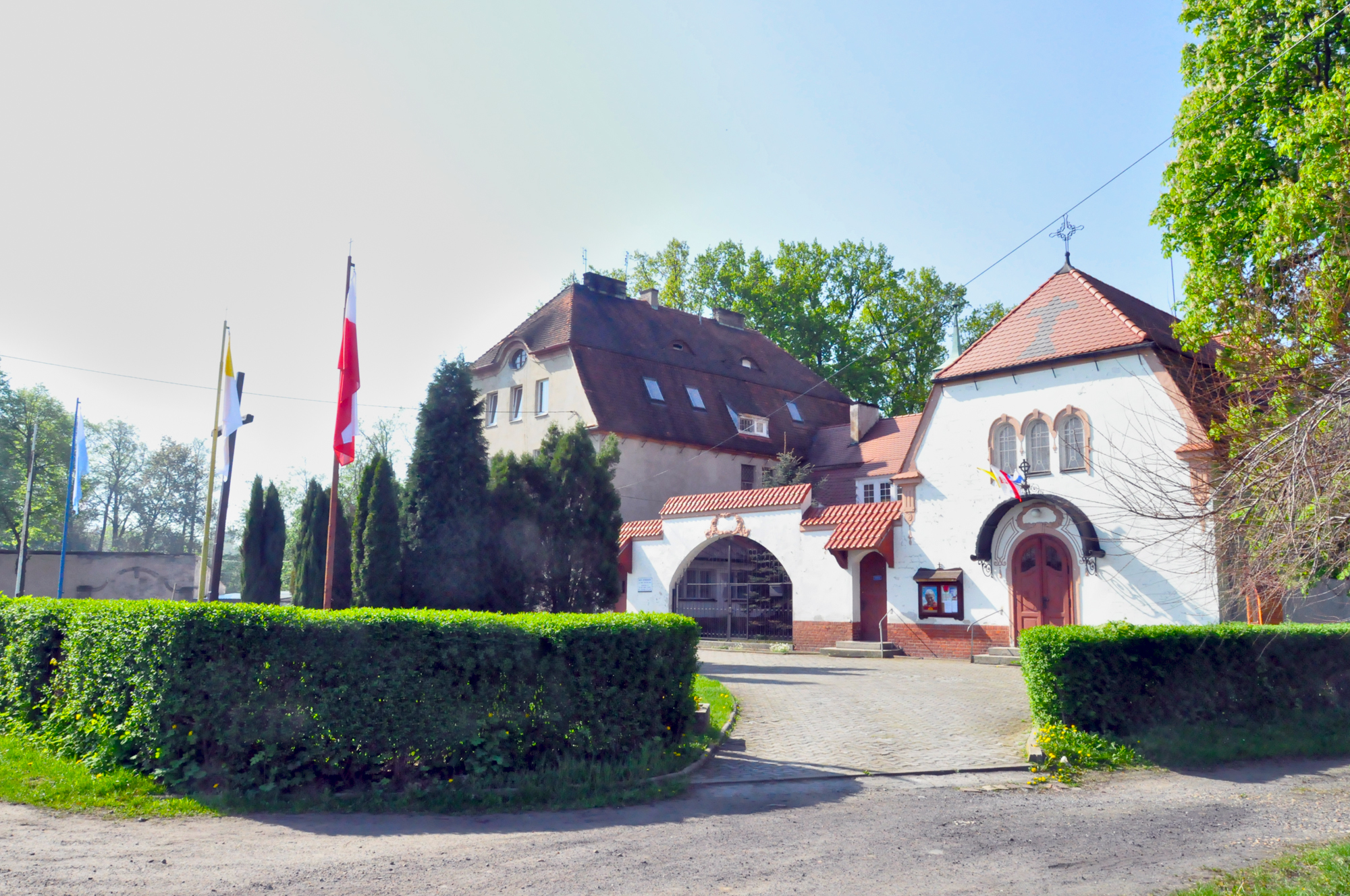
Kaplica mszalna i duszpasterstwo Serca PJ

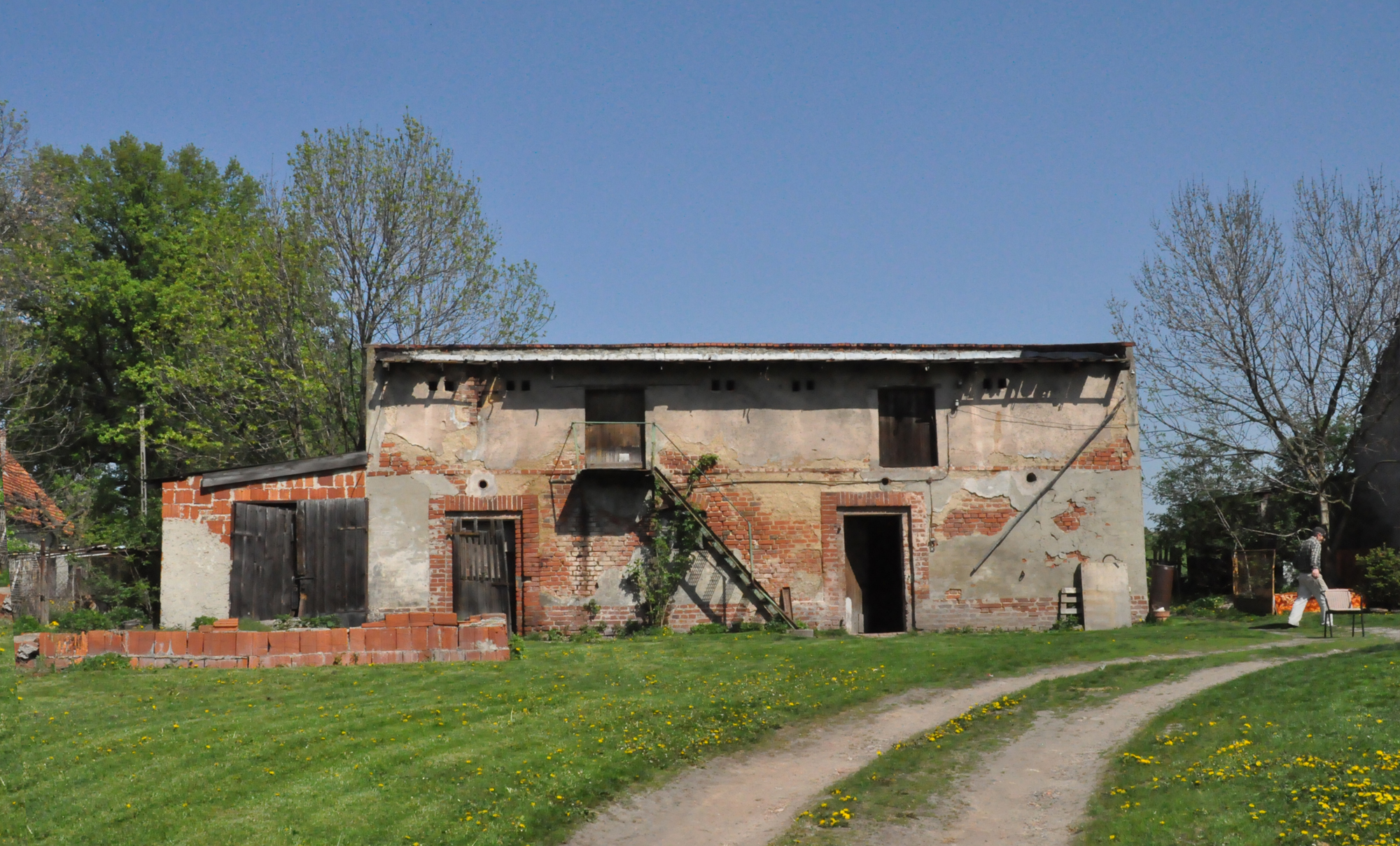
Budynek gospodarczy

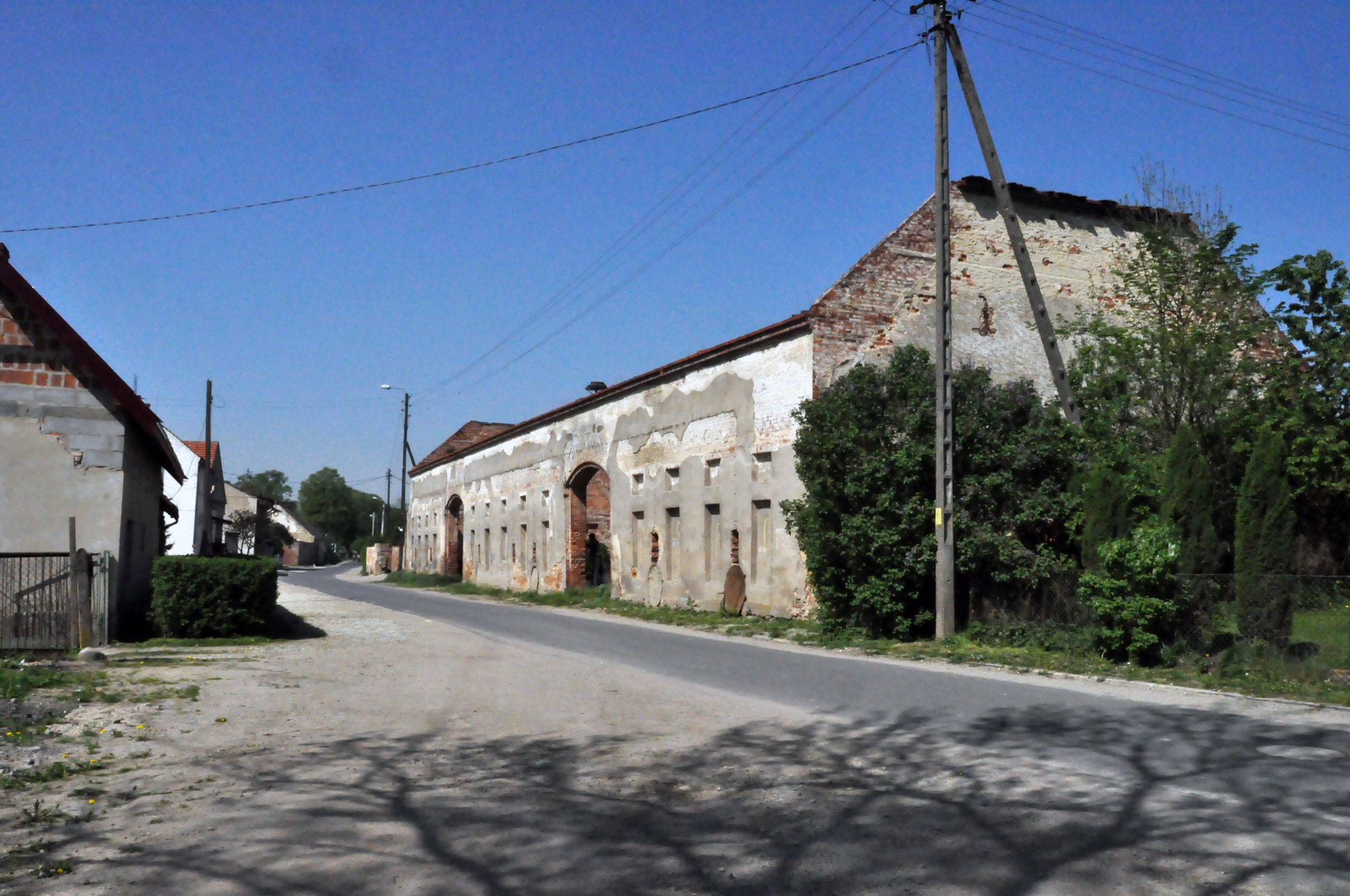
Ulica we wsi

Wykaz obiektów w wojewódzkiej ewidencji zabytków oraz wpisanych do rejestru zabytków:
- Historyczny układ ruralistyczny wsi, obszar
- Kaplica mszalna i duszpasterstwo Najświętszego Serca Pana Jezusa, dawny Przytułek dla Ubogich, ok. 1910
- Mauzoleum rodu von Kramst, na północny zachód od wsi, z około 1885
- Cmentarz wiejski na północny zachód od wsi, z połowy XIX w.
- Zespół pałacowy: 
  - Ruina pałacu (wieża, taras, glorietta), z lat 1884-85
  - Stajnia
  - Oficyna gosp. - zespół stajni, z ok. 1884
  - Dom ogrodnika, ob. mieszkanie, 1884
  - Brama główna, z drugiej pół. XIX w.
  - Brama wjazdowa, 1884
  - Park pałacowy, z drugiej poł. XIX w.
- Zespół folwarczny: Nr 7, 8, 11, 45-48
  - Majdan I:
    - Dom rządcy, ob. mieszkania i biura Nr 8 p. XX w.
    - Oficyna mieszk. ok. 1900
    - Obora I-III, ok. 1890
    - Kuźnia, ok. 1890
    - Stodoła I-II, ok. XIX w. ok. 1890
    - Relikty muru granicznego północna część założenia
    - Staw północno-wschodnia część majdanu
    - Relikty bruku i fosy
    - Teren ogrodu gosp. południowo-wschodnia część założenia

  - Majdan II:
    - Spichlerz, XIX/XX w.
    - Stajnia, ok. 1890
    - Dwie stodoły, ok. 1880
    - Stodoła z budynkami, ok. 1900
    - Stajnia, ok. 1890
    - Relikty muru granicznego południowa część założenia
- Szkoła Podstawowa nr 3 naprzeciw bramy pałacowej, z początku XX w.
- Dom mieszkalny naprzeciw folwarku, k. XIX w.
- Leśniczówka Nr 2
- Domy mieszkalne Nr 1, 10-13, 15-16, 22, 24, 26-28, 30, 33, 40, 41, 45-47, 49, 51, z drugiej poł. XIX w.
- Dom mieszkalno-gospodarczy Nr 17, 23, 29
- Zagroda Nr 36:
  - Dom mieszkalny
  - Dwa budynki gospodarcze
- Dom mieszkalno-gospodarczy Nr 39
- Zagrody Nr 42
  - Dom mieszkalny
  - Cztery budynki gospodarcze
- Zagrody Nr 43, 52, 53 każda składająca się z:
  - Domu mieszkalnego
  - Dwóch budynków gospodarczych
- Gorzelnia i dom mieszkalny Nr 55, z około 1870
- Zespół budowlany dawnej cegielni w północno-wschodniej części wsi
  - Dwa budynki gospodarcze – magazyn, suszarnia
- Stacja trafo dz. 44/2, transformator